# Fågeltjärnen (Arvidsjaurs socken, Lappland)
Fågeltjärnen är en sjö i Arvidsjaurs kommun i Lappland och ingår i Byskeälvens huvudavrinningsområde.